# Glock 30
Die Glock 30 ist eine Selbstladepistole im Kaliber .45 ACP. Hersteller ist die österreichische Firma Glock Ges.m.b.H.